# 헤이그
헤이그(영어: The Hague 더헤이그[*], 문화어: 헤그)는 네덜란드 자위트홀란트주의 주도이자 정부 소재지다. 네덜란드 왕국의 공식적인 수도는 암스테르담이지만, 정부 청사가 있는 헤이그가 실질적인 수도 역할을 수행하는 것으로 여겨진다.
저지대 서쪽 북해 연안의 대도시로, 네덜란드에서 세 번째로 큰 광역 대도시권을 이루고 있다. 국제사법재판소와 국제형사재판소가 있는 곳으로 유명하다.

## 명칭
헤이그는 영어식 지명의 한국어 표기다. 네덜란드어로는 덴하흐(네덜란드어: Den Haag 듣기 (도움말·정보))라고 하며, 이름의 기원은 1242년 처음 언급된 Die Haghe로 추정된다.
또다른 이름은 백작의 숲을 의미하는 스흐라벤하허(네덜란드어: 's-Gravenhage)로, 출생 신고서 등 각종 서류에 표기되는 정식 명칭이다. 하지만 시 정부에서도 덴하흐를 사용하며, 우편물을 보낼 때 스흐라벤하허로 쓰는 것이 원칙이지만 덴하흐도 용인된다. 헤이그를 가리키는 네덜란드 철도 표지판도 덴하흐로 표기한다.

## 역사

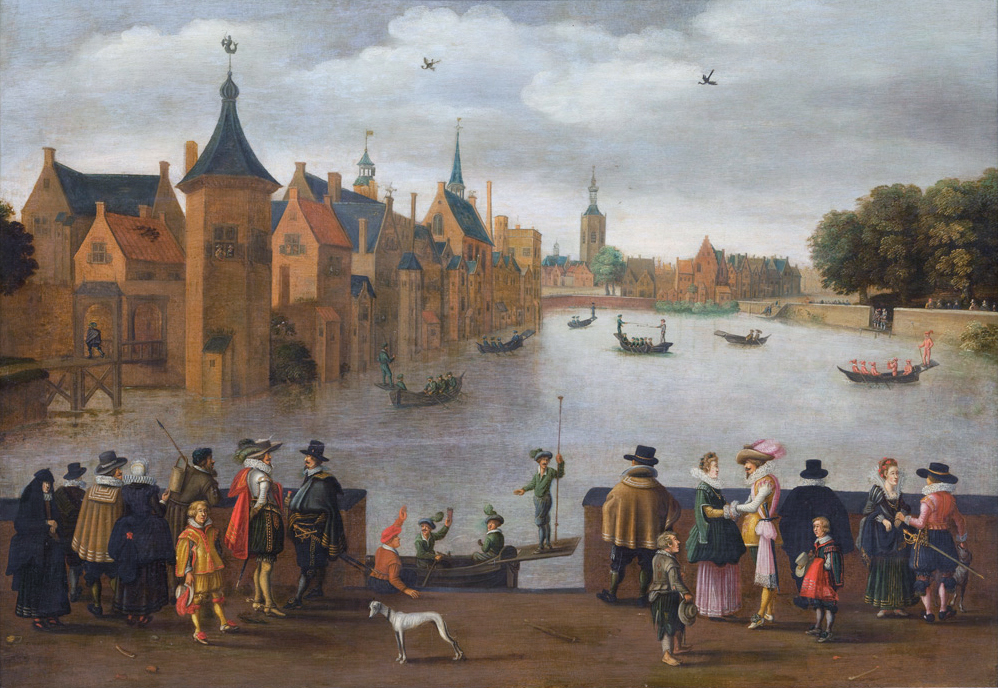
비넨호프를 묘사한 17세기 그림

### 비넨호프 궁전의 건설
초기 헤이그의 역사에 대한 현대적인 기록은 전무하지만, 도시 발전의 중심이 된 비넨호프 궁전에서 그 기원을 찾을 수 있다. 1229년, 네덜란드의 백작 플로리스 4세는 사냥터를 건설하기 위해 지금의 호프페이베르 호수 근처 땅을 사들였다. 자신의 세 번째 사유지인 이 땅에 넓은 궁전을 짓고 싶어했던 플로리스 4세는 1234년 아무것도 짓지 못한 채로 사망했다. 그러자 후계자 빌럼 2세는 1248년에 신성 로마 제국 황제로 즉위한 뒤 아버지의 사유지로 돌아와 비넨호프(Binnenhof)라고 명명한 궁전을 건설하기 시작했다. 그 역시 궁전이 완성되기 전인 1256년 죽었지만 아들 플로리스 5세가 과업을 마무리했다. 그 중에서 가장 대표적인 건물은 아직도 남아있는 리더잘(Ridderzaal)이다. 비넨호프에서는 오늘날에도 오라녜나사우가의 연례 연설과 같은 정치적 이벤트가 자주 열린다.
1242년 왕실 헌장에 나타난 Die Haghe는 비넨호프 궁전을 둘러싼 마을을 설명하고 있으며 이는 헤이그에 대한 최초의 기록으로 여겨진다. 1358년 네덜란드 백작들의 거주지가 되면서 여러 관청이 들어섰다.

### 떠오르는 정치 중심지
제대로 된 방벽이 없었던 탓에 네덜란드 독립 전쟁 당시 스페인군에 쉽게 함락당했다. 1575년에는 잠시 델프트로 거처를 옮긴 홀란트 백국이 도시 폐쇄를 추진했으나 빌럼 1세의 반대로 실현되지 않았다. 이후 1588년, 네덜란드 공화국의 영구적인 정부소재지로 발돋움한다. 헤이그는 왕실의 직권 행사를 위해 단 한 번도 도시, 즉 자치 단체의 지위를 받은 적이 없지만 실질적으로 도시만이 가지는 여러 권한을 행사하고 있다.
1801년, 네덜란드가 프랑스 제1제국의 괴뢰국이던 시절에 루이 보나파르트로부터 도시권을 부여받았으나 이는 오늘날 말소된 지위에 불과하다. 이어지는 나폴레옹 전쟁을 거치면서 현재의 벨기에와 네덜란드는 네덜란드 연합왕국으로 뭉쳐 프랑스를 견제했다. 이때 암스테르담과 브뤼셀이 번갈아 수도 역할을 맡았는데 일종의 절충안으로써 정부 수반은 헤이그에 그대로 남겨졌다. 1830년대 벨기에의 독립으로 수도 지위를 암스테르담에 넘겨주었으나 1850년대 들어 커져가는 정부의 영향력에 힘입어 귀족과 은퇴한 동인도 회사 직원을 다수 수용했다.

### 현대
제2차 세계 대전 기간 동안 많은 유대인 인구가 사망했으며, 나치 독일의 V-2 로켓 설치를 막으려던 영국 공군의 오폭으로 피해를 입기도 했다. 대서양 방벽이 건설된 곳이기도 하다.
전후 도시개발을 통해 남서쪽으로 광범위하게 뻗어나가며 유럽에서 가장 큰 재개발을 단행한 헤이그는 1965년 인구 60만명을 돌파하며 대도시로 성장했다. 이후 80년대까지 외곽의 주테르메이르를 중심으로 꾸준한 백인 중산층 인구의 유입이 있었으며 개발이 더딘 시내 중심부가 교외 주택가보다 낙후되는 상황이 벌어졌다. 이러한 거주지역을 헤이그 시에 합병하려는 계획은 많은 반발을 낳았으나 1990년대 의회의 승인을 얻어냈다.

## 지리

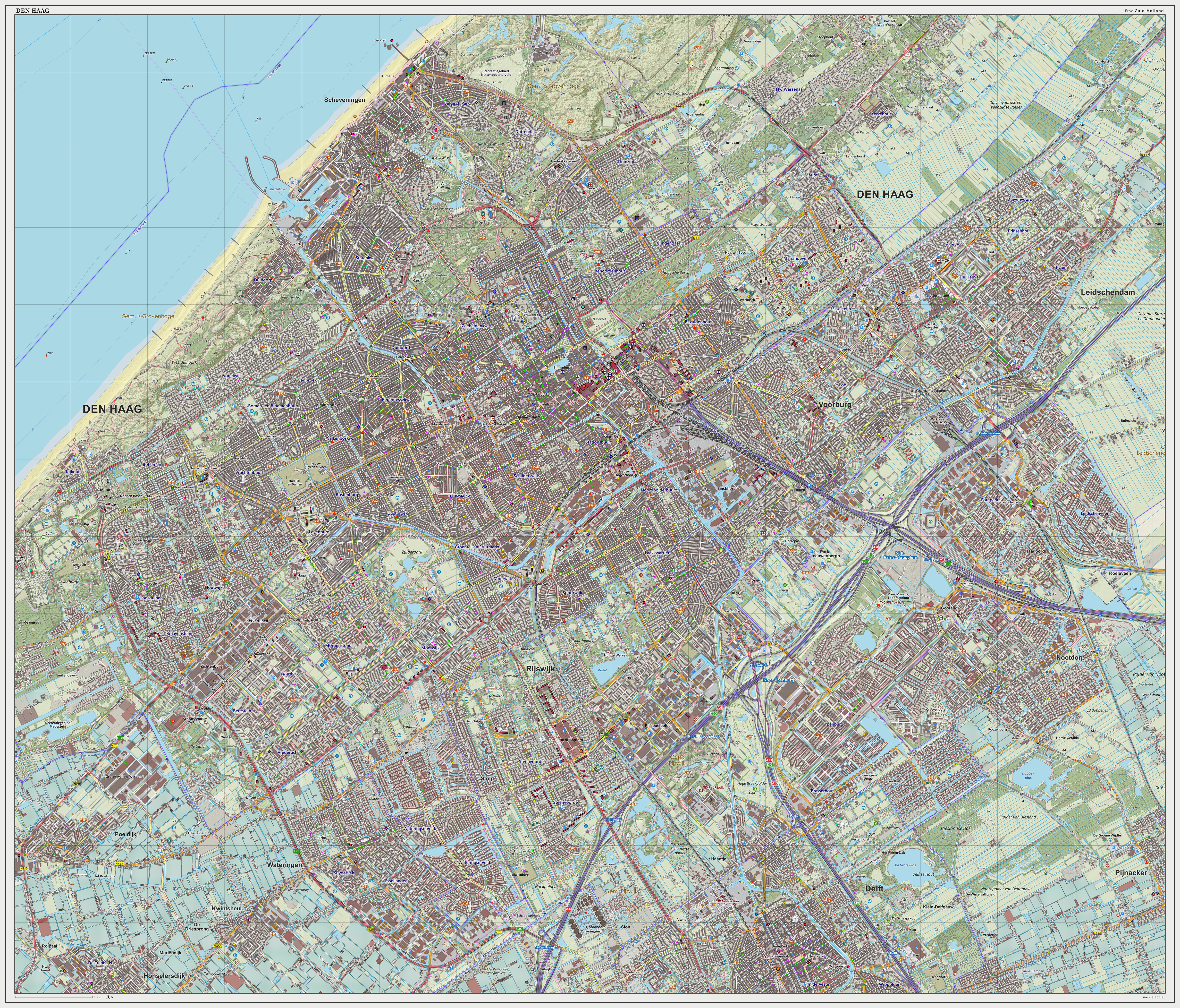
헤이그의 세부 지형도, 2014년 제작

헤이그는 북해에 면한 네덜란드 도시 가운데 가장 거대하다. 헤이그와 그 주변부를 헤이그 광역 대도시권으로 분류하며 레이스베이크, 로테르담, 델프트와 인접해있다.
로테르담과 매우 가까운 탓에 종종 하나의 대도시권으로 간주되기도 한다. 일례로 로테르담-헤이그 공항과 란드스타트레일을 공유하고 있다. 이렇게 생겨난 연담도시는 암스테르담과 위트레흐트가 포함되는 란트스타트를 구성하는데, 이곳에서 약 6,659,300명이 생활한다. 란트스타트는 유럽에서 두번째로 큰 연담도시다.
헤이그는 하위 동네로 구분된 8개의 구역으로 나뉘어있다. 네덜란드에서 가장 부유한 동네와 가장 빈곤한 동네 모두가 공존한다. 해변과 가까운 북서쪽 지역은 평균 소득이 매우 높은 반면에 남동쪽 구역은 확연한 대비를 보인다. 이런 특징은 지역 방언에서 눈에 띄게 드러난다. 부유한 시민들의 별명은 하허너(Hagenaars)인데 일명 고급언어(bekakt Haags)를 구사한다고 여겨지며, 그렇지 않은 사람들은 하허네즌(Hagenezen)으로 불린다.

## 인구
2021년 1월 1일 기준 54만명의 인구를 기록했다. 이는 네덜란드에서 3번째로 많은 것이다. 1800년부터 1900년까지 16만명에 달하는 큰 폭의 증가세를 보였고, 1960년에 총 인구 60만명을 달성했다. 이는 1901년 주택법이 불러온 도시 확장에 따른 결과였다. 1960년대 이후 주택난의 영향으로 줄곧 감소세를 보여 80년대에는 44만명을 기록했다. 이후 주변 지역의 통합과 주택 건설을 거쳐 2011년 인구 50만명을 회복했다. 시 정부는 2030년 헤이그 인구를 60만명으로 예상한다.
| 연도 | 인구   | ±% p.a. |
| ---- | ------ | ------- |
| 1369 | 1,494  | —       |
| 1398 | 1,300  | −0.48%  |
| 1477 | 6,066  | +1.97%  |
| 1514 | 5,500  | −0.26%  |
| 1550 | 6,000  | +0.24%  |
| 1622 | 15,825 | +1.36%  |
| 1632 | 16,600 | +0.48%  |
| 1665 | 20,000 | +0.57%  |
| 1732 | 33,500 | +0.77%  |
| 1795 | 38,433 | +0.22%  |

| 연도 | 인구    | ±% p.a. |
| ---- | ------- | ------- |
| 1850 | 72,000  | +1.15%  |
| 1874 | 90,000  | +0.93%  |
| 1895 | 180,000 | +3.36%  |
| 1900 | 206,022 | +2.74%  |
| 1910 | 271,280 | +2.79%  |
| 1920 | 359,610 | +2.86%  |
| 1930 | 432,680 | +1.87%  |
| 1940 | 504,262 | +1.54%  |
| 1950 | 558,849 | +1.03%  |
| 1960 | 606,110 | +0.82%  |

| 연도 | 인구    | ±% p.a. |
| ---- | ------- | ------- |
| 1970 | 550,613 | −0.96%  |
| 1980 | 456,376 | −1.86%  |
| 1990 | 441,327 | −0.33%  |
| 2000 | 441,097 | −0.01%  |
| 2010 | 489,271 | +1.04%  |
| 2014 | 509,779 | +1.03%  |
| 2015 | 515,880 | +1.20%  |
| 2019 | 544,766 | +1.37%  |

헤이그 출신의 인물을 부르는 공식적인 명칭은 하허너(Hagenaar)지만 비공식적으로 하허네스(Hagenees)라는 이름도 사용한다. 이러한 차이는 계급의식에 기반하며, 상대적으로 빈곤한 배경의 시민을 하허네스로 지칭하는 경향을 보인다.

### 인종 구성
네덜란드인 43%로 이민자 인구가 전체 인구의 절반 이상을 차지한다. 이민자 가운데 수리남계와 터키계, 모로코계가 각각 8.7%, 7.52%, 5.91%로 다수를 이룬다.

## 기후
헤이그의 날씨는 여타 네덜란드 도시와 비슷하게 서안 해양성 기후로 분류된다. 바다와 가까운 위치 덕택에 내륙 지방에 비해 겨울이 온화하고 여름이 시원하다. 반면 같은 이유로 겨울철에는 강한 돌풍이, 여름철에는 높은 습도가 관측된다. 다른 지역보다 일조량이 많다.
| 발켄부르크 공군 기지의 기후                                                      | 발켄부르크 공군 기지의 기후 | 발켄부르크 공군 기지의 기후 | 발켄부르크 공군 기지의 기후 | 발켄부르크 공군 기지의 기후 | 발켄부르크 공군 기지의 기후 | 발켄부르크 공군 기지의 기후 | 발켄부르크 공군 기지의 기후 | 발켄부르크 공군 기지의 기후 | 발켄부르크 공군 기지의 기후 | 발켄부르크 공군 기지의 기후 | 발켄부르크 공군 기지의 기후 | 발켄부르크 공군 기지의 기후 | 발켄부르크 공군 기지의 기후 |
| 월                                                                               | 1월                         | 2월                         | 3월                         | 4월                         | 5월                         | 6월                         | 7월                         | 8월                         | 9월                         | 10월                        | 11월                        | 12월                        | 연간                        |
| -------------------------------------------------------------------------------- | --------------------------- | --------------------------- | --------------------------- | --------------------------- | --------------------------- | --------------------------- | --------------------------- | --------------------------- | --------------------------- | --------------------------- | --------------------------- | --------------------------- | --------------------------- |
| 역대 최고 기온 °C (°F)                                                           | 13.8 (56.8)                 | 15.9 (60.6)                 | 20.8 (69.4)                 | 25.9 (78.6)                 | 29.7 (85.5)                 | 33.5 (92.3)                 | 36.5 (97.7)                 | 34.6 (94.3)                 | 31.7 (89.1)                 | 24.5 (76.1)                 | 17.5 (63.5)                 | 15.4 (59.7)                 | 36.5 (97.7)                 |
| 일평균 최고 기온 °C (°F)                                                         | 5.9 (42.6)                  | 6.3 (43.3)                  | 9.3 (48.7)                  | 12.8 (55.0)                 | 16.7 (62.1)                 | 19.0 (66.2)                 | 21.3 (70.3)                 | 21.5 (70.7)                 | 18.4 (65.1)                 | 14.5 (58.1)                 | 9.9 (49.8)                  | 6.6 (43.9)                  | 13.5 (56.3)                 |
| 일일 평균 기온 °C (°F)                                                           | 3.6 (38.5)                  | 3.6 (38.5)                  | 6.1 (43.0)                  | 8.7 (47.7)                  | 12.5 (54.5)                 | 15.1 (59.2)                 | 17.4 (63.3)                 | 17.5 (63.5)                 | 14.8 (58.6)                 | 11.3 (52.3)                 | 7.4 (45.3)                  | 4.3 (39.7)                  | 10.2 (50.4)                 |
| 일평균 최저 기온 °C (°F)                                                         | 1.0 (33.8)                  | 0.7 (33.3)                  | 2.7 (36.9)                  | 4.5 (40.1)                  | 8.1 (46.6)                  | 11.0 (51.8)                 | 13.3 (55.9)                 | 13.3 (55.9)                 | 10.9 (51.6)                 | 7.8 (46.0)                  | 4.5 (40.1)                  | 1.7 (35.1)                  | 6.6 (43.9)                  |
| 역대 최저 기온 °C (°F)                                                           | −16.4 (2.5)                 | −14.0 (6.8)                 | −11.1 (12.0)                | −4.4 (24.1)                 | −1.5 (29.3)                 | 1.7 (35.1)                  | 5.4 (41.7)                  | 5.5 (41.9)                  | 1.2 (34.2)                  | −4.4 (24.1)                 | −7.1 (19.2)                 | −10.6 (12.9)                | −16.4 (2.5)                 |
| 평균 강수량 mm (인치)                                                            | 68.4 (2.69)                 | 51.2 (2.02)                 | 59.8 (2.35)                 | 42.9 (1.69)                 | 54.7 (2.15)                 | 61.6 (2.43)                 | 72.7 (2.86)                 | 84.0 (3.31)                 | 89.2 (3.51)                 | 89.9 (3.54)                 | 90.4 (3.56)                 | 76.4 (3.01)                 | 841.2 (33.12)               |
| 평균 강수일수 (≥ 1 mm)                                                           | 12                          | 10                          | 11                          | 9                           | 9                           | 9                           | 10                          | 10                          | 12                          | 13                          | 14                          | 13                          | 132                         |
| 평균 강설일수                                                                    | 5                           | 5                           | 3                           | 1                           | 0                           | 0                           | 0                           | 0                           | 0                           | 0                           | 2                           | 4                           | 20                          |
| 평균 상대 습도 (%)                                                               | 86                          | 84                          | 83                          | 79                          | 78                          | 79                          | 80                          | 80                          | 83                          | 84                          | 87                          | 87                          | 83                          |
| 평균 월간 일조시간                                                               | 65.5                        | 89.6                        | 133.7                       | 190.5                       | 229.0                       | 216.1                       | 227.4                       | 207.1                       | 145.5                       | 110.3                       | 61.1                        | 49.2                        | 1,726.1                     |
| 출처: 네덜란드 왕립 기상연구소 (평년값: 1981년~2010년, 극값/강설: 1971년~2000년) |                             |                             |                             |                             |                             |                             |                             |                             |                             |                             |                             |                             |                             |

## 도시 경관
헤이그는 호프페이베르 호수와 비넨호프 궁전을 중심으로 발달했다. 역사적인 이유로, 헤이그의 구도심은 레이던이나 델프트와 같은 근처 소도시의 그것과 여러 측면에서 다른 양상을 띈다. 운하와 벽으로 구획을 나눈 좁은 시내 대신에, 중세 후기에 생겨난 작은 거리와 외교관을 비롯한 상류층을 위해 지어진 넓고 호화로운 18세기 주택을 찾아 볼 수 있다. 헤이그를 관통하던 몇몇 운하는 19세기를 거치며 말라버렸는데 최근 복원된 일부가 관광객을 끌어모으기 위한 용도로 사용된다. 14세기 경 설계된 헤이그 대성당, 16세기에 지어진 시청, 17세기에 완공된 대형 궁전 그리고 18세기에 등장한 주거단지 등이 헤이그의 건축 명소로 손꼽힌다.
과거 네덜란드 식민지였던 인도네시아는 헤이그에 많은 영향을 남겼다. 19세기 이래로 동인도 회사에서 활동하던 상류층 공무원들은 종종 헤이그에서 휴가를 보내곤 했다. 많은 지명이 네덜란드령 동인도 지역과 수리남을 비롯한 다른 식민지의 지명을 빌려와 지어졌다. 또한 헤이그에는 많은 인도(Indo), 즉 네덜란드와 인도네시아 혼혈 인구가 살고 있다.

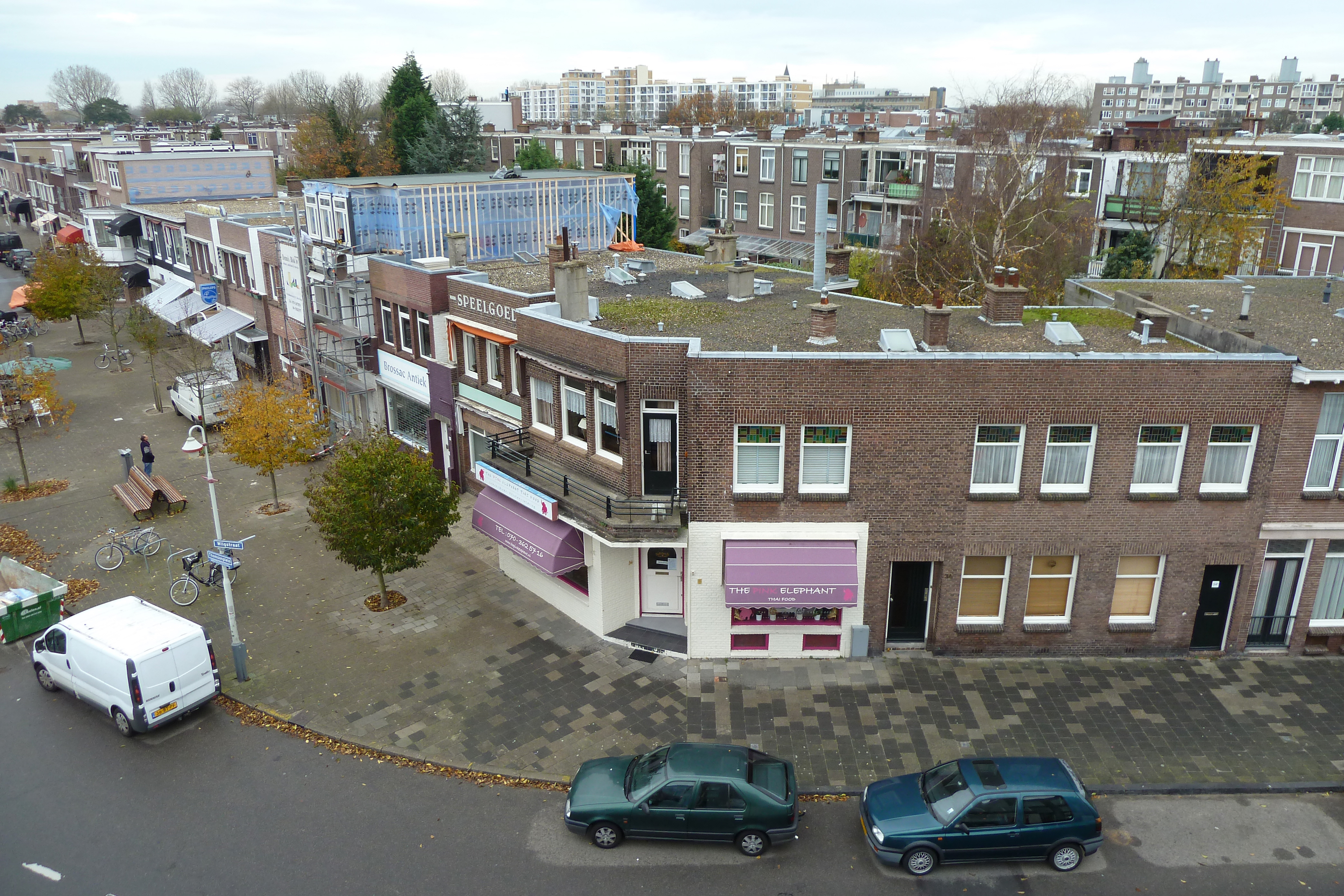
헤이그의 주거 지역

구도심의 가장 큰 특징은 넓고 긴 거리와 3층 이하의 낮은 주택이다. 새로 개발된 남서쪽 지역은 진취적인 건축가였던 헨드릭 베를라헤의 설계안을 따랐다. 1910년 즈음 발표된 일명 베를라헤 계획은 넓은 공간과 아늑한 거리 풍경을 성공적으로 정착시켰다. 2차 세계대전에 이르러 도시 서쪽 대부분이 독일군에 의해 파괴되었는데, 전후 모더니즘 건축가 W. M. 두독의 재개발 계획에 따라 열린 공원 형태의 공간에 중산층을 위한 아파트 블록을 배치한 것으로 대체되었다.

## 행정
네덜란드의 모든 정부 부서와 대법원, 그리고 네덜란드에 주재하는 각국 공관이 헤이그에 있다. 헤이그에는 또 다음과 같은 여러 유엔 기구가 있다.
- 국제사법재판소 - 앤드루 카네기의 재정지원을 받았음. 평화궁(Vredespaleis)에 소재.
- 구유고슬라비아 국제형사재판소
- 국제형사재판소
- 화학무기금지기구

## 교육
왕실의 지원을 받는 헤이그 예술대학이 있다. 헤이그 예술대학은 네덜란드 왕립음악원과 헤이그 왕립예술원이 통합해 출범했다.
종합 대학으로, 2012년 문을 연 레이던 대학교의 헤이그 분교와 원격 교육을 제공하는 네덜란드 개방 대학교가 위치해있다.

## 문화
빌럼알렉산더르 국왕과 네덜란드 왕비 막시마를 포함한 여러 왕실 구성원이 헤이그에 거주한다.
헤이그에서 촬영된 영화로 오션스 트웰브와 넷플릭스 시리즈 센스8이 있다.

### 스포츠
네덜란드 프로 축구 2부 리그인 에이르스터 디비시에 속한 ADO 덴하흐의 연고지다. 약 15,000명을 수용할 수 있는 ADO 덴하흐 스타디움에서 경기를 치른다.

## 인물
헤이그 출신의 유명 인물로 철학자 바뤼흐 스피노자, 토성의 고리를 발견한 크리스티안 하위헌스, 프로그래밍 언어 파이썬의 창시자 귀도 반 로섬, 네덜란드 총리 마르크 뤼터 등이 있다.

## 같이 보기
- 헤이그 특사 사건 - 이준 열사 기념관이 존재함.
- 평화궁
- 란트스타트
- 로테르담

## 주해
1. ↑  기사들의 연회장을 뜻한다.
2. ↑  하지만 이는 중앙집권화가 완료된 공화국 시대 이후의 일로 지방 영주의 권한이 막강했던 중세 네덜란드의 도시 특권과 같은 중요성을 부여하기 힘들다.
3. ↑  캠퍼스 더 헤이그(Campus The Hague)는 델프트 공과대학교의 일부 석사 과정과 함께 사용한다.